# Craménil
Craménil település Franciaországban, Orne megyében. Lakosainak száma 128 fő (2022. január 1.). Craménil Sainte-Honorine-la-Guillaume, Briouze, Saint-André-de-Briouze, Sainte-Opportune és Putanges-le-Lac községekkel határos.

## Népesség
A település népességének változása:
| Lakosok száma | 159  | 157  | 160  | 148  | 140  | 132  | 131  | 129  | 128  |
|               | 2013 | 2015 | 2016 | 2017 | 2018 | 2019 | 2020 | 2021 | 2022 |